# Sabera
Sabera är ett släkte av fjärilar. Sabera ingår i familjen tjockhuvuden.

## Bildgalleri

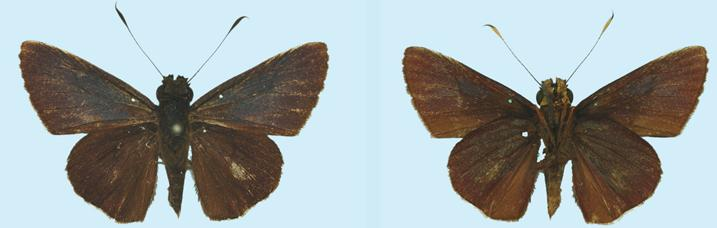

## Dottertaxa tillSabera, i alfabetisk ordning[1]
- Sabera albifascia
- Sabera aruana
- Sabera autoleon
- Sabera barina
- Sabera baxta
- Sabera biaga
- Sabera bicolor
- Sabera bona
- Sabera caesina
- Sabera chota
- Sabera dobboe
- Sabera dorena
- Sabera edna
- Sabera expansa
- Sabera fuliginosa
- Sabera fusca
- Sabera hanova
- Sabera hypomelaena
- Sabera jona
- Sabera kumpia
- Sabera lina
- Sabera louisa
- Sabera luna
- Sabera meforica
- Sabera misola
- Sabera oharina
- Sabera sanghamitta
- Sabera silativa
- Sabera sudesta
- Sabera tabla